# Альтамонт (Міссурі)
Альтамонт (англ. Altamont) — селище (англ. village) в США, в окрузі Девісс штату Міссурі. Населення — 171 особа (2020).

## Географія
Альтамонт розташований за координатами 39°53′17″ пн. ш. 94°5′13″ зх. д. / 39.88806° пн. ш. 94.08694° зх. д. (39.888033, -94.087031).  За даними Бюро перепису населення США в 2010 році селище мало площу 0,67 км², з яких 0,66 км² — суходіл та 0,01 км² — водойми.

## Демографія
Згідно з переписом 2010 року, у селищі мешкали 204 особи в 79 домогосподарствах у складі 56 родин. Густота населення становила 304 особи/км².  Було 106 помешкань (158/км²).
Расовий склад населення:
| - 99,5 % — білих - 0,5 % — корінних американців |

До двох чи більше рас належало 0,0 %. Частка іспаномовних становила 0,0 % від усіх жителів.
За віковим діапазоном населення розподілялося таким чином: 29,9 % — особи молодші 18 років, 56,9 % — особи у віці 18—64 років, 13,2 % — особи у віці 65 років та старші. Медіана віку мешканця становила 37,5 року. На 100 осіб жіночої статі у селищі припадало 96,2 чоловіків;  на 100 жінок у віці від 18 років та старших — 98,6 чоловіків також старших 18 років.
Середній дохід на одне домашнє господарство  становив 37 068 доларів США (медіана — 26 250), а середній дохід на одну сім'ю — 47 942 долари (медіана — 41 875). За межею бідності перебувало 25,7 % осіб, у тому числі 33,3 % дітей у віці до 18 років та 0,0 % осіб у віці 65 років та старших.
Цивільне працевлаштоване населення становило 43 особи. Основні галузі зайнятості: виробництво — 27,9 %, освіта, охорона здоров'я та соціальна допомога — 14,0 %, публічна адміністрація — 11,6 %, транспорт — 9,3 %.